# Robert Harron
Robert Emmet Harron, noto anche con il soprannome di Bobby (New York, 12 aprile 1893 – New York, 5 settembre 1920), è stato un attore statunitense.
Fu uno dei più famosi attori del periodo del cinema muto. Benché abbia girato numerosi film, ad oggi viene ricordato soprattutto per gli importanti ruoli affidatigli da David W. Griffith in Intolerance (protagonista del segmento "moderno") e in La nascita di una nazione, nella parte di "Tod Stoneman".
Harron era il fratello maggiore dell'attore John Harron e dell'attrice Mary Harron.

## Biografia

### I primi anni
Robert Harron era il secondo di nove figli, nato in una povera famiglia irlandese di religione cattolica. Studiò in una scuola del Greenwich Village, cominciò a lavorare a 13 anni assieme al suo compagno di scuola James Smith come fattorino per la Biograph, che aveva la sua sede a New York. Nel giro di un anno, Harron e l'amico iniziarono a prendere parte ad alcuni film come comparse o figuranti. Notati da Griffith, che da poco aveva assunto il ruolo di regista a capo dello studio, i due giovani furono messi sotto contratto. Bobby Harron diventò uno degli attori favoriti di D.W. Griffith, mentre l'amico James Smith si specializzò nel settore del montaggio delle pellicole.

### Carriera alla Biograph
Griffith affidò a Harron ruoli via via sempre più importanti. Bel ragazzo, alto 1,83, ancora giovanissimo, dall'aspetto gentile e sensibile, Harron rifletteva - dolce e ingenuo - l'immagine del bravo ragazzo americano che incontrava il favore del pubblico femminile, specie quello delle ragazze. La sua carriera lo portò a diventare uno degli attori più amati, tanto che, soltanto nel 1912, girò ben quaranta film.

### I maggiori successi con Griffith

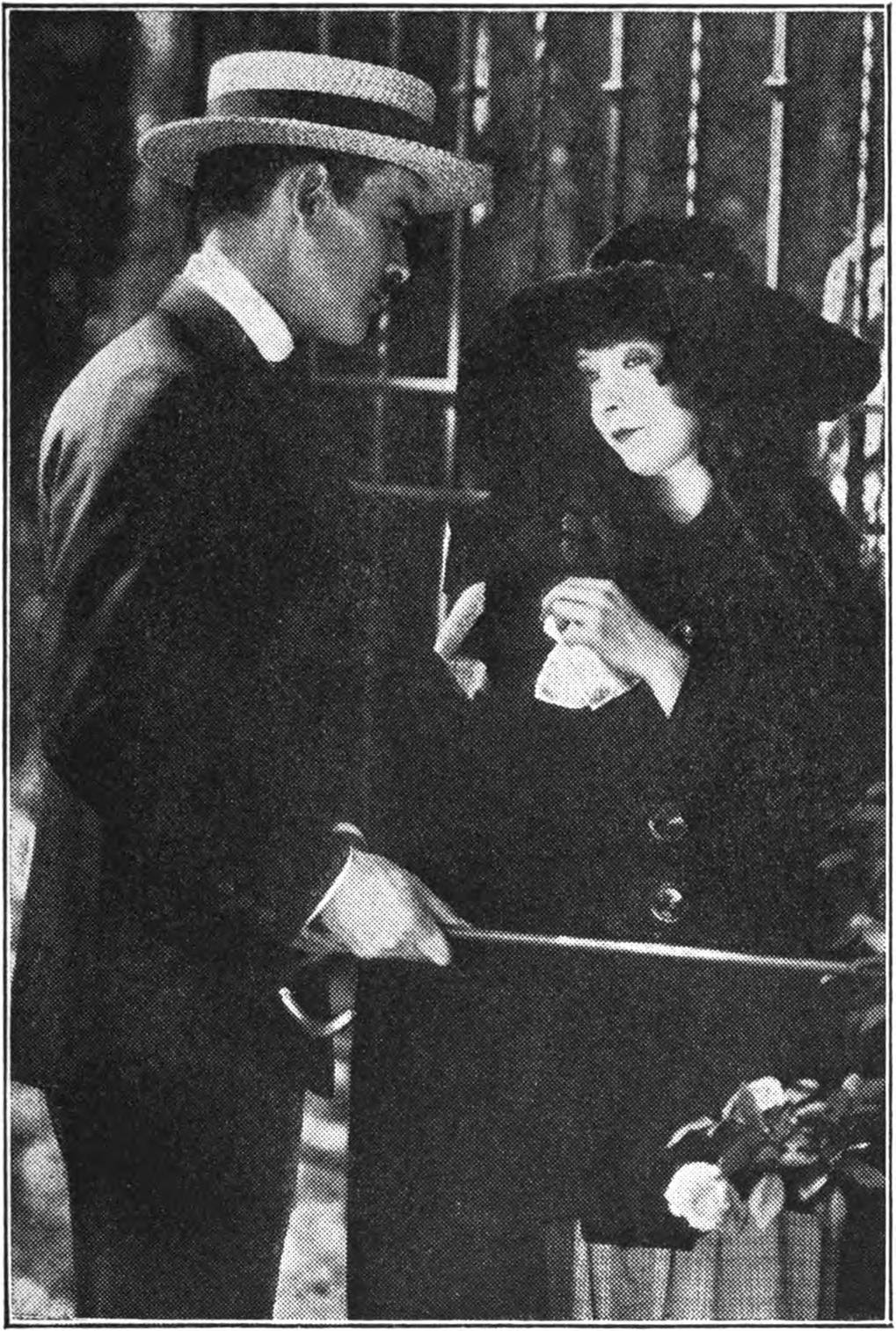
Robert Harron con Lillian Gish in Il grande problema (1919)

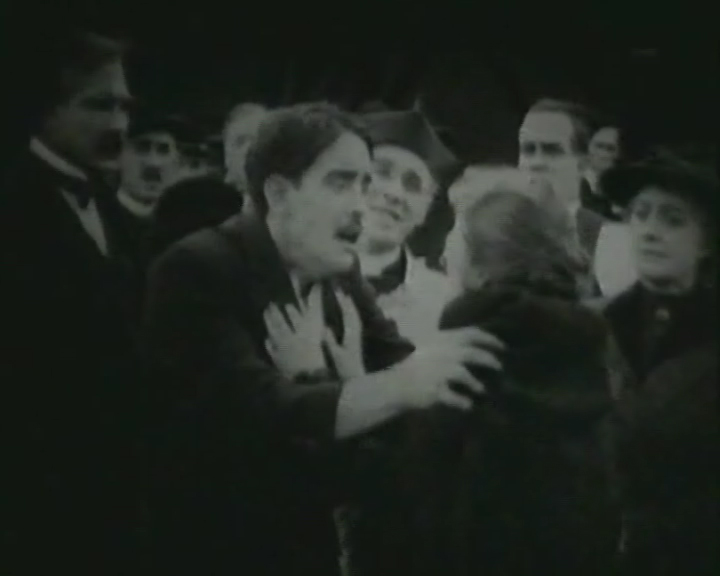
Robert Harron e Mae Marsh in un fotogramma di Intolerance

L'attore è ricordato ancora oggi per i suoi ruoli in tre film epici di Griffith: in Giuditta di Betulla (1914), interpretò Nathan a fianco di Blanche Sweet, Henry B. Walthall e Mae Marsh. Nel controverso La nascita di una nazione (1915), fu uno degli interpreti principali del film in un cast stellare. Anche in Intolerance: Love's Struggle Throughout the Ages, il kolossal del 1916, Harron ricoprì uno dei ruoli principali.
Un altro film di Griffith, Amore sulle labbra (1919), fu l'occasione per Harron di ricoprire un altro ruolo romantico a fianco di Lillian Gish.
Per tutti gli anni dieci, conobbe un grande successo. Recitando accanto a stelle come Lillian Gish o Mae Marsh, la sua immagine di ragazzo sensibile veniva sempre più confermata. Nella vita privata aveva una relazione romantica con Dorothy Gish, famosa attrice e sorella di Lillian.

### La morte
Nel 1920, Griffith produsse uno dei suoi film più importanti, Agonia sui ghiacci, scegliendo come protagonista maschile della storia Richard Barthelmess, interprete l'anno precedente di Giglio infranto, considerato uno dei capolavori del regista. Robert Harron, messo da parte da Griffith, fu inconsolabile. Mentre a New York si svolgeva l'anteprima del film, l'attore - chiuso nella sua camera all'Hotel Seymour - si sparò. Venne trovato gravemente ferito a un polmone. Trasportato in ospedale, morì cinque giorni dopo.
La ricostruzione dell'accaduto è controversa: la famiglia rifiutò sempre l'ipotesi del suicidio che, per un cattolico praticante come Robert, era da scartarsi. Ufficialmente, fu sposata la tesi di un incidente con Harron che restò ferito mentre si stava cambiando la giacca dove, in una tasca, si trovava il revolver.
Dai documenti dell'epoca, certificato medico e autopsia, si evince chiaramente, invece, che l'attore si suicidò. I documenti furono ripresi da Joseph P. Fanning, che li aveva ufficialmente richiesti in occasione dell'omaggio a Robert Harron che stava organizzando per il MoMA nel 1993, centenario della nascita dell'attore.
Al momento della morte, Bobby Harron aveva 27 anni. La sua carriera durò una quindicina di anni, nei quali girò 220 film. Non si sposò mai.
Fu sepolto al Calvary Cemetery di Woodside nel Queens, a New York.

## Riconoscimenti
- Young Hollywood Hall of Fame (1908-1919)

## Filmografia parziale

### Cortometraggi
- Il dottor Skinum (Dr. Skinum), regia di Wallace McCutcheon (1907)
- Mr. Gay and Mrs. (1907)
- Professional Jealousy (1908)
- Bobby's Kodak, regia di Wallace McCutcheon (1908)
- The Snowman, regia di Wallace McCutcheon (1908)
- The Boy Detective, or The Abductors Foiled, regia di Wallace McCutcheon (1908)
- Her First Adventure, regia di Wallace McCutcheon (1908)
- Thompson's Night Out, regia di Wallace McCutcheon (1908)
- Mixed Babies, regia di Wallace McCutcheon (1908)
- At the French Ball, regia di Wallace McCutcheon (1908)
- At the Crossroads of Life, regia di Wallace McCutcheon (1908)
- A Calamitous Elopement, regia di D.W. Griffith (1908)
- Balked at the Altar, regia di D.W. Griffith (1908)
- Monday Morning in a Coney Island Police Court, regia di D.W. Griffith e Wallace McCutcheon (1908)
- Behind the Scenes, regia di D.W. Griffith (1908)
- Where the Breakers Roar, regia di D.W. Griffith (1908)
- A Smoked Husband, regia di D.W. Griffith (1908)
- Concealing a Burglar, regia di D.W. Griffith (1908)
- The Song of the Shirt, regia di D.W. Griffith (1908)
- The Clubman and the Tramp, regia di D.W. Griffith (1908)
- The Valet's Wife, regia di D.W. Griffith (1908)
- The Feud and the Turkey, regia di D.W. Griffith (1908)
- The Reckoning, regia di D.W. Griffith (1908)
- The Test of Friendship, regia di D.W. Griffith (1908)
- The Helping Hand, regia di D.W. Griffith (1908)
- Mr. Jones Has a Card Party, regia di D.W. Griffith (1909)
- Those Awful Hats, regia di D.W. Griffith (1909)
- The Welcome Burglar, regia di D.W. Griffith (1909)
- The Girls and Daddy, regia di D.W. Griffith (1909)
- The Brahma Diamond, regia di D.W. Griffith (1909)
- A Wreath in Time, regia di D.W. Griffith (1909)
- Tragic Love, regia di D.W. Griffith (1909)
- The Hindoo Dagger, regia di D.W. Griffith (1909)
- At the Altar, regia di D.W. Griffith (1909)
- His Wife's Mother, regia di D.W. Griffith (1909)
- The Salvation Army Lass, regia di D.W. Griffith (1909)
- A Burglar's Mistake, regia di D.W. Griffith (1909)
- A Drunkard's Reformation, regia di D.W. Griffith (1909)
- Trying to Get Arrested, regia di D.W. Griffith (1909)
- A Sound Sleeper, regia di D.W. Griffith (1909)
- A Troublesome Satchel, regia di D.W. Griffith (1909)
- The Drive for a Life, regia di D.W. Griffith (1909)
- Tis an Ill Wind That Blows No Good, regia di D.W. Griffith (1909)
- The Note in the Shoe, regia di D.W. Griffith (1909)
- One Busy Hour, regia di D.W. Griffith (1909)
- Jones and the Lady Book Agent, regia di D.W. Griffith (1909)
- Two Memories, regia di D.W. Griffith (1909)
- His Duty, regia di D.W. Griffith (1909)
- The Lonely Villa, regia di D.W. Griffith (1909)
- The Message, regia di D.W. Griffith (1909)
- They Would Elope, regia di D.W. Griffith (1909)
- Pranks, regia di D.W. Griffith (1909)
- The Little Darling, regia di D.W. Griffith (1909)
- The Hessian Renegades, regia di D.W. Griffith (1909)
- The Broken Locket, regia di D.W. Griffith (1909)
- In Old Kentucky, regia di D.W. Griffith (1909)
- A Sweet Revenge, regia di D.W. Griffith (1909)
- Through the Breakers, regia di D.W. Griffith (1909)
- A Corner in Wheat, regia di D.W. Griffith (1909)
- In a Hempen Bag, regia di D.W. Griffith (1909)
- To Save Her Soul, regia di D.W. Griffith (1909)
- Her Terrible Ordeal, regia di D.W. Griffith (1910)
- The Call, regia di D.W. Griffith (1910)
- The Newlyweds, regia di D.W. Griffith (1910)
- The Converts, regia di D.W. Griffith (1910)
- The Way of the World, regia di D.W. Griffith (1910)
- Ramona, regia di D.W. Griffith (1910)
- In the Season of Buds, regia di D.W. Griffith (1910)
- A Child's Impulse, regia di D.W. Griffith (1910)
- Wilful Peggy, regia di D.W. Griffith (1910)
- The Modern Prodigal, regia di D.W. Griffith (1910)
- A Summer Idyll, regia di D.W. Griffith (1910)
- Examination Day at School, regia di D.W. Griffith (1910)
- The Banker's Daughters, regia di D.W. Griffith (1910)
- Sunshine Sue, regia di D.W. Griffith (1910)
- A Plain Song, regia di D.W. Griffith (1910)
- The Lesson, regia di D.W. Griffith (1910)
- Winning Back His Love, regia di D.W. Griffith (1910)
- When a Man Loves, regia di D.W. Griffith (1911)
- The Italian Barber, regia di D.W. Griffith (1911)
- A Wreath of Orange Blossoms, regia di D.W. Griffith, Frank Powell (1911)
- The Broken Cross, regia di D.W. Griffith (1911)
- The White Rose of the Wilds, regia di D.W. Griffith (1911)
- Enoch Arden: Part II, regia di D.W. Griffith (1911)
- The Primal Call, regia di D.W. Griffith (1911)
- Fighting Blood, regia di D.W. Griffith (1911)
- Bobby, the Coward, regia di D.W. Griffith (1911)
- A Country Cupid, regia di D.W. Griffith (1911)
- The Last Drop of Water, regia di D.W. Griffith (1911)
- The Diving Girl, regia di Mack Sennett (1911)
- Her Awakening, regia di D.W. Griffith (1911)
- The Unveiling, regia di D.W. Griffith (1911)
- The Long Road, regia di D.W. Griffith (1911)
- The Battle, regia di D.W. Griffith (1911)
- Cuore d'avaro (The Miser's Heart), regia di David W. Griffith (1911)
- The Failure, regia di David W. Griffith (1911)
- Giuditta di Betulla (Judith of Bethulia), regia di D.W. Griffith (1911)
- For His Son, regia di D.W. Griffith (1912)
- Iola's Promise, regia di David W. Griffith – cortometraggio (1912)
- An Unseen Enemy, regia di D.W. Griffith (1912)
- Il cappello di Parigi (The New York Hat), regia di David Wark Griffith (1912)
- In the Elemental World, regia di Christy Cabanne (1913)
- The Perfidy of Mary, regia di D.W. Griffith (1913)
- Home, Sweet Home, regia di D.W. Griffith (1914)
- Ragnatela (The Avenging Conscience: or 'Thou Shalt Not Kill'), regia di D.W. Griffith (1914)
- The Idiot, regia di Donald Crisp (1914)
- Paid with Interest, regia di Donald Crisp (1914)

### Lungometraggi
- The Girl Across the Way, regia di Christy Cabanne (1913)
- The Great Leap: Until Death Do Us Part, regia di  (1914)
- Donna che ama (The Battle of the Sexes), regia di D.W. Griffith (1914)
- The Life of General Villa, regia di  (1914)
- Amore di madre o Home, Sweet Home, regia di D.W. Griffith (1914)
- The Escape, regia di D.W. Griffith (1914)
- Ragnatela (The Avenging Conscience: or 'Thou Shalt Not Kill'), regia di D.W. Griffith (1914)
- Nascita di una nazione (The Birth of a Nation), regia di D.W. Griffith (1915)
- Hoodoo Ann, regia di D.W. Griffith (1916)
- Intolerance: Love's Struggle Throughout the Ages, regia di D.W. Griffith (1916)
- The Marriage of Molly-O, regia di  (1916)
- The Little Liar, regia di Lloyd Ingraham (1916)
- The Wharf Rat , regia di Chester Withey (1916)
- The Bad Boy, regia di D.W. Griffith (1917)
- The Great Love, regia di D.W. Griffith (1918)
- La fanciulla che cerca amore (The Greatest Thing in Life), regia di David W. Griffith (1918)
- Il romanzo della Valle Felice (A Romance of Happy Valley), regia di D.W. Griffith (1919)
- Le vestali dell'amore (The Girl Who Stayed at Home), regia di D.W. Griffith (1919)
- Amore sulle labbra (True Heart Susie), regia di D.W. Griffith (1919)
- The Mother and the Law, regia di D.W. Griffith (1919)
- Il grande problema (The Greatest Question), regia di D.W. Griffith (1919)
- Coincidence, regia di Chester Withey (1921)